# احمدآباد (ورامین)
احمدآباد کوزگران (ورامین)، روستایی از توابع بخش جوادآباد شهرستان ورامین در استان تهران ایران است.

## جمعیت
این روستا در دهستان بهنام وسط قرار دارد و براساس سرشماری مرکز آمار ایران در سال1400، جمعیت آن 2950 نفر بوده‌است                                 
```
                               == اقتصاد ==                                                                              
شغل اکثر مردم روستا کارگری است و بیشتر جمعیت را مهاجرین تشکیل میدهد از نظر کیفیت زندگی در سطح قابل قبولی قراردارد  
```

## وسایل نقلیه
```
احمدآباد وسط دارای 14 خط تاکسی عمومی جهت انتقال مسافران به ایستگاه قاسم آباد می‌باشد اما به دلایلی نامعلوم تنها 3 تاکسی در خط موجود می‌باشند                                            
```